# فيصل الهرشاني
فيصل الهرشاني (مواليد 11 يناير 1966) هو مبارز بالسيف كويتي، مثّل بلاده في الألعاب الأولمبية الصيفية 1988.

## روابط خارجية
فيصل الهرشاني على موقع أوليمبيديا (الإنجليزية)